# Hees (Zelem)
Hees is een gehucht van Zelem, in de Belgische gemeente Halen. Hees ligt op de grens met Schaffen, gemeente Diest, en daarmee tevens op de grens tussen de provincies Limburg (België) en Vlaams-Brabant.
Het kent de veldnamen Hezerheide, Heesveld en voorts het natuurgebied Bossen van Hees. Dit laatste bevindt zich op de getuigenheuvels ten zuiden van Hees.

## Geschiedenis
Het gehucht staat aangeduid op de Ferrariskaart uit de jaren 1770 als Heiss.
In het verleden bezat Hees een molen, ongeveer ter plaatse van de huidige Molenstraat 5, iets ten oosten van de Oude Schansweg. Deze standerdmolen, een banmolen van de Heren van Zelem, werd reeds in 1337 vermeld, en wel als die wintmoelen te Voshole. Op 21 december 1944 werd de molen zwaar beschadigd door een Duitse V1. Sloop volgde in 1949.